# هنرييت ميجر
هنرييت ميجر هي كاتِبة وكاتبة للأطفال وصحفية كندية، ولدت في 6 يناير 1933، وتوفيت في 17 نوفمبر 2006.

## وصلات خارجية
- هنرييت ميجر على موقع IMDb (الإنجليزية)
- هنرييت ميجر على موقع ميوزك برينز (الإنجليزية)
- هنرييت ميجر على موقع ديسكوغز (الإنجليزية)